# 반촌
반촌(泮村)은 조선 시대에 한성부의 성균관을 중심으로 형성된 마을이다. 주로 성균관 노비로 알려진 반민(泮民)이 살며, 조선 후기에 한양의 도살 면허를 독점한, 일명 “서울의 게토(ghetto)”라고도 일컬어진다.

## 유래

### 이름의 유래
천자의 나라에 세운 교육 기관은 벽옹(辟雍)이라 불렀으며, 제후의 나라에 세운 교육 기관은 반궁(泮宮)이라 불렀다. 벽옹과 반궁의 주위로는 물로 둘러싸여 있었는데, 벽옹은 완전히 둘러싸서 거의 섬처럼 되었고, 반궁은 반만 둘러쌌고, 이때 반궁을 두른 물을 반수(泮水)라고 불렀다.
조선은 형식상 명나라와 청나라의 제후국이었으므로 조선의 최고 교육기관인 성균관을 반궁이라 불렀다. 또한 성균관 주위에 있는 마을은 반촌이라 불렀고, 반촌에 사는 사람은 반민 또는 반인(泮人)이라 불렀다.
반촌이라는 말이 언제 생겼는지는 정확히 알 수 없고, 다만 《고려사》에는 나오지 않고, 《선조실록》 39년(1606년) 6월 15일 기사에서 처음 나온다.

### 반민의 유래
고려 말 문성공(文成公) 안유(安裕)가 자기 집안의 노비 1백여 명을 희사하여 학교를 부흥할 것을 도운 데서 비롯한다. 조선 시대에 한양으로 천도하여 국학(國學)을 옮기자, 노비 자손이 수천 명이 되어 반수를 둘러싸고 집을 짓고 살아 동리를 이루었다. 이 때문에 사람들이 그곳을 반촌이라 부르게 되었으며, 그곳 사람들은 반민 또는 반인이라 부르게 되었다.
그 뒤 반민은 스스로를 안향이 희사한 노비의 후손이라고 믿었다고 한다.

## 반촌의 성격
반촌은 기본적으로 반민이 사는 마을이다. 반민이 모두 안향이 희사한 노비의 후손인지는 확실하지는 않으나 조선 말까지 그들은 물론 다른 사람도 그렇게 믿었다고 한다.
둘째로 성균관 유생의 하숙촌이다. 성균관 유생은 원칙적으로 성균관에 딸린 재(齋)에서 먹고 자야 했다. 그러나 성균관에 숙식할 곳이 모자라면 어쩔 수 없이 성균관 밖 반촌에서 숙식을 해결하는 수밖에 없었다. 이는 성균관의 식당 정원이 부족했기 때문이기도 하지만, 한편으로는 성균관의 규칙이 너무 딱딱했기 때문이기도 하다. 아울러 과거 때 시험을 치러 지방에서 올라온 사람들이 주인을 잡아 머무르는 여관촌 역할도 하였다.
셋째로 성균관에서는 유학 경전이 아닌 다른 사항, 예컨대 천주교 경전 등에 대한 담론은 할 수 없었다. 다시 말해 일종의 서클 활동 장소로서 반촌이 성균관 유생에게 유용한 곳이었다. 반촌과 관련한 사건으로 정약용의 천주교 학습 사건이 있다.

## 반민의 사회적 지위
반민은 기본적으로 안향이 희사한 노비가 하던 역할, 곧 성균관에서 잡역을 맡는 역할을 하였다. 반촌 남자가 성균관 소속 계집종과 관계하여 낳은 아들은 성균관의 직동 곧 재지기가 되었다. 재지기는 재의 각 방에 딸린 심부름꾼 사내아이를 가리킨다. 재지기가 크면 수복(守僕)이 되어 성균관 내 제향과 관련한 육체 노동을 맡는다. 반촌 남자가 성균관 밖의 계집종과 관계하여 낳은 아들은 성균관 서리가 되었다. 이처럼 반민의 사회적 지위는 대단히 낮았다.

## 반촌의 특권
반촌에서 반민이 소를 도살하게 된 기원도 명확하지 않다. 《중종실록》 7년 10월 30일 기사에서 성균관 유생에게 쇠고기를 반찬으로 제공하였다는 기록이 있고, 17세기 말 《숙종실록》 24년 1월 24일 기사에서 반인의 도살을 금지할 것을 청하는 내용이 나온다. 이처럼 오래전부터 성균관 유생에게 쇠고기를 반찬으로 내는 관습이 있었고, 그에 따라 반촌민에게, 그들이 백정이 아님에도, 소의 도살을 허락했으리라 추측하고 있다. 또한 조선 후기로 가면서 한양의 도살업을 반촌에서 독점하게 되었으리라 여겨진다.
한편 반촌은 그들만의 별천지였다. 《매일신보》 1916년 3월 11일부터 3월 26일까지 연재한 〈경성행각〉이라는 기사에 따르면, 반인은 “소의 도살을 생업으로 삼는 자를 칭하는 일종의 대명사”라고 하였다. 또한 “옛날에는 다른 동 사람으로서 이 동에 들어올 수도 없었으며, 이 동 사람이 다른 동으로 이사 가서 사는 일도 없어서, 일개 별천지를 형성하였다.”라고 하였다. 이에 대해 《영조실록》 19년 11월 6일 기사에서는 외인의 입주가 불허된 반촌을 재상의 아들이 점거하여 물의를 일으키기도 했음이 기록되어 있다.
이러한 반촌에는 조선 시대에 금했던 여러 일, 곧 금란(禁亂)을 범하더라도 반촌에 들어가 조사할 수 없었다. 금란이란 조선 왕조 시대에 단속 대상으로 삼았던 소나무 벌채 금지, 임의 도살 금지, 양조 금지 인데, 이것을 범한 범인이 반촌에 숨어 버리면 추적이 불가능했다.
소의 도살에 종사했고, 다른 곳의 사람이 들어가지 못하며, 치외법권이나 다름없는 곳이었던 반촌은 그들만의 독특한 풍속을 유지하며 살게 된다. 또한 윤기(尹愭)의 〈반궁잡영〉(泮宮雜詠)이라는 한시에서 말씨가 서울 사람과 다르고, 사물에 붙이는 이름이 또한 서울 사람과 달랐다고 밝히고 있다.

## 일제 강점기의 반촌
성균관이 무너지자 반촌도 해체되었으나 반인은 예전처럼 도살업에 종사하였다. 그들이 자녀 교육을 위해 세운 학교가 사립 숭정학교였으며, 쇠고기 판매 금액 일부를 학교 운영비로 내놓았으며, 지방에 이주하여 살더라도 학교 재정을 위한 헌금을 우편으로 부쳤다고 한다.

## 같이 보기
- 윤기(尹愭)의 한시(漢詩) 〈반궁잡영〉(泮宮雜詠)
- 게토(ghetto)

## 참고 자료
- 강명관 (2004년 1월 5일). 〈서울의 게토, 도살면허 독점한 치외법권 지대 | 반촌〉. 《조선의 뒷골목 풍경》 초 12쇄판. 서울: 푸른역사. ISBN 89-87787-74-5. |장=에 지움 문자가 있음(위치 26) (도움말)